# Гаврилів Богдан Михайлович
Богдан Михайлович Гаврилів (нар. 1 грудня 1943 — пом. 27 лютого 2020) — український історик та педагог. Заслужений працівник культури України. Член Івано-Франківського відділення НТШ. Почесний громадянин міста Івано-Франківськ та головний історик міста Івано-Франківськ 1996-2020.

## Біографія
Народився 1 грудня 1943 року в Станіславові. Після служби в ЗС СРСР вступив на історичний факультет Прикарпатського університету який закінчив 1969 р.
З 1977 року створив та очолив музей освітити Прикарпаття. Того ж року почав викладацьку діяльність на факультеті історії в ПНУ. В 1996 р. захистив кандидатську дисертацію на тему: «Розвиток історичного краєзнавства на Прикарпатті у XIX – на поч. XX ст.», яку було видано окремою монографією «Галицьке краєзнавство».
В 1996 році сесія міської ради Івано-Франківська обрала Гариліва Богдана головним істориком міста. З 2013 року почесний громадянин Івано-Франківська. 
Помер 27 лютого 2020 року в Івано-Франківську. Похований на міському кладовищі "Чукалівка".

## Нагороди
- Заслужений працівник культури
- Премія імені Вагилевича
- Премія імені академіка Крип'якевича
- Всеукраїнська премія імені Яворницького
- Почесний громадянин міста Івано-Франківськ